# Santalum haleakalae
Santalum haleakalae, conhecido como Sândalo-haleakala ou ʻIliahi em havaiano, é uma espécie de floração na família, Santalaceae, que é endémico para a ilha de Maui nas ilhas havaianas, parte do Estados Unidos. Ela cresce em arbustos sub-alpinos em altitudes entre os 1900 e os 2700 metros, especialmente nas encostas de Haleakalā.